# Edgarbaileyite
La edgarbaileyite è un minerale.